# Altınordu Izmir
Altınordu Izmir ist ein türkischer Sportverein aus der Stadt Izmir, der vor allem durch seine Fußballsparte bekannt ist. Die Fußballabteilung des Vereins spielt seit Sommer 2014 in der TFF 1. Lig. Die Spiele werden im Alsancak Stadı ausgetragen, in dem 15.358 Zuschauer Platz finden. Der Verein wurde 1923 gegründet. Er nahm ab der zweiten Saison der höchsten türkischen Spielklasse an der Liga teil und spielte in den 1950er, 1960er und 1970er Jahren insgesamt zehn Spielzeiten in der Süper Lig. In der Ewigen Tabelle der Süper Lig liegt der Verein auf dem 38. Platz. Mit dieser Platzierung ist der Verein nach Altay Izmir, Göztepe Izmir, Karşıyaka SK und Izmirspor der fünfterfolgreichste Verein der Stadt Izmir, die in der höchsten türkischen Spielklasse aktiv waren. Die Basketballabteilung Altınordus erreichte im Sommer 1967 die erste türkische Basketballmeisterschaft.
Die Fußballabteilung avancierte sich in den 2010er Jahren zu eines der besten Talentschmieden des türkischen Fußballs.
Der Verein wird häufig mit dem Istanbuler Verein Altınordu İdman Yurdu verwechselt und gleichgesetzt. Außer der Namensgleichheit stehen beide Vereine in keiner Beziehung zueinander.

## Geschichte

### Vereinsgründung und die ersten Jahre
1923 spaltete sich Altınordu Izmir von Altay Izmir ab und wurde ein eigenständiger Verein. 1925 spaltete sich ein weiterer Club von Altay SK ab, der Traditionsverein Göztepe Izmir. Altınordu spielte zwischen 1959 und 1965 und 1966–1970 in der 1. türkischen Liga.

### Die Zweitligajahre
Bis zum Sommer 1970 konnte sich Altınordu noch in der höchsten türkischen Spielklasse halten und stieg dann in die zweithöchste türkische Spielklasse, in die heutige TFF 1. Lig, ab. Nachdem der Verein acht Spielzeiten lang zu den ständigen Mitgliedern der 2. Lig gehört hatte, misslang zum Sommer 1978 auch hier der Klassenerhalt, sodass der Verein zum ersten Mal in seiner Vereinsgeschichte in die dritthöchste türkische Spielklasse absteigen musste. Hier schaffte man durch die Vizemeisterschaft den direkten Wiederaufstieg. In der nächsten Saison stieg der Verein wieder in die 2. türkische Liga auf, dort spielten sie bis 1992 insgesamt 13 Jahre lang. In der darauffolgenden Saison stieg Altınordu Izmir wieder ab, aber diesmal bis zur türkischen Amateurliga, in dem sie dort von 1996 bis 2003 spielten.

### Abstieg in die Amateurliga und die Wiederkehr zum Sommer 2003
Im Anschluss stiegen die Roten Teufel (türkisch Kırmızı Şeytanlar) zum Sommer 2003, der Spitzname des Vereins, in die TFF 3. Lig auf. Bis 2008 spielten die Roten Teufel in der vierthöchsten Spielklasse im türkischen Fußball. In der Saison 2008/09 schaffte Altınordu wieder die Teilnahme an der TFF 2. Lig, der dritthöchsten Spielklasse türkischen Fußball, stieg aber bereits nach einer Saison wieder TFF 3. Lig.

### Neuzeit
Ende der 2000er Jahre wurde bei dem Traditionsklub Seyit Mehmet Özkan zum Klubpräsidenten gewählt. Dieser hatte zuvor als Vereinspräsident aus dem Lokalrivalen Bucaspor eine Talentschmiede gemacht und den Klub bis in die Süper Lig geführt. Nach Meinungsverschiedenheiten mit den anderen Vorstandsmitgliedern, gab er sein Projekt bei Bucaspor auf und setzte sie dann bei Altınordu fort. Özkan folgten auch sehr viele Talente aus der Jugend von Bucaspor.
Nach zwei Jahren in der TFF 3. Lig erreichte der Verein zum Sommer 2011 die Teilnahme an den Play-offs. Hier setzte man sich gegen alle Gegner durch und schaffte so den erneuten Aufstieg in die TFF 2. Lig. In dieser dritthöchsten Spielklasse belegte man über die gesamte Saison einen sicheren Nichtabstiegsplatz im Tabellenmittelfeld. Erst durch unerwartete Niederlagen in den letzten Wochen, rutschte man in die Abstiegszone und verpasste letztendlich den Klassenerhalt. In die TFF 3. Lig abgestiegen, setzte sich der Verein sofort im oberen Tabellenbereich fest und spielte die gesamte Spielzeit um den Aufstieg. Am 27. Spieltag übernahm der Verein die Tabellenführung vom bisherigen Spitzenreiter Darıca Gençlerbirliği und baute seine Führung in den nachfolgenden Spieltagen kontinuierlich aus. So sicherte man sich am 32. und vorvorletzten Spieltag durch neun Punkte Unterschied zum Zweitplatzierten die Meisterschaft der TFF 3. Lig und damit den direkten Wiederaufstieg in die TFF 2. Lig.
In der Drittligasaison erreichte die Mannschaft unter der Führung von Hüseyin Eroğlu zwei Tage vor Saisonende die Drittligameisterschaft und damit den Durchmarsch in die TFF 1. Lig. Durch diesen Aufstieg kehrte der Verein nach 24-jähriger Abstinenz wieder in die 2. Liga zurück.

## Ligazugehörigkeit
- 1. Liga: 1959–1965, 1966–1970
- 2. Liga: 1965–1966, 1970–1978, 1979–1992, seit 2014
- 3. Liga: 1978–1979, 1992–1996, 2008–2009, 2011–2012, 2013–2014
- 4. Liga: 2003–2008, 2009–2011, 2012–2013
- Regionale Amateurliga: 1996–2003

## Kader Saison 2024/25
| Nr. |        | Position | Name               |
| --- | ------ | -------- | ------------------ |
| 3   | Turkei | AB       | Alper Tursun       |
| 4   | Turkei | AB       | Mete Yıldız        |
| 5   | Turkei | AB       | Ali Çırak          |
| 6   | Turkei | AB       | Eren Tokat         |
| 7   | Turkei | ST       | Emre Aydınel       |
| 8   | Turkei | MF       | Kaan Baysal        |
| 9   | Turkei | ST       | Bahattin Karahan   |
| 10  | Turkei | ST       | Hüseyin Bulut      |
| 11  | Turkei | ST       | Kaniwar Uzun       |
| 15  | Turkei | AB       | Hasan Berat Kayalı |
| 17  | Turkei | ST       | İlkan Sever        |
| 19  | Turkei | ST       | Arif Asaf Gültekin |
| 20  | Turkei | MF       | Tahsin Çakmak      |

| Nr. |        | Position | Name              |
| --- | ------ | -------- | ----------------- |
| 21  | Turkei | TW       | Serhat Öztaşdelen |
| 23  | Turkei | AB       | Yusuf Örnek       |
| 24  | Turkei | MF       | Emir Can Gencel   |
| 25  | Turkei | TW       | Efe Kaan Yıldız   |
| 35  | Turkei | MF       | Ege Arslan        |
| 45  | Turkei | MF       | Furkan Yöntem     |
| 54  | Turkei | TW       | Arif Şimşir       |
| 59  | Turkei | ST       | Sercan Demirkıran |
| 77  | Turkei | ST       | Furkan Kaçmaz     |
| 80  | Turkei | MF       | Sami Satılmış     |
| 88  | Turkei | AB       | Mustafa Kocabaş   |
| 93  | Turkei | MF       | Burak Gültekin    |
|     | Turkei | ST       | Koray Dağ         |

Letzte Aktualisierung: 4. Januar 2025

## Rekordspieler
| Rang                 | Name             | Einsätze | Zeitraum  |
| -------------------- | ---------------- | -------- | --------- |
| 01.                  | Melih Garipler   | 175      | 1959–1967 |
| 02.                  | Erkan Velioğlu   | 158      | 1963–1970 |
| 03.                  | Muzaffer Çetin   | 139      | 1959–1967 |
| 04.                  | Muhterem Ar      | 129      | 1960–1965 |
| 05.                  | Sedat Oygüç      | 117      | 1961–1967 |
| 06.                  | İsmet Orhunbilge | 116      | 1963–1970 |
| 07.                  | Bülent Esel      | 108      | 1959–1964 |
| 08.                  | Vinko Zadel      | 105      | 1966–1970 |
| 09.                  | Behçet Arkun     | 97       | 1966–1970 |
| 10.                  | Nehir Çetintaş   | 96       | 1963–1968 |
| Stand: 12. März 2016 |                  |          |           |

| Rang                 | Name               | Tor | Einsätze | Tor/Spiel |
| -------------------- | ------------------ | --- | -------- | --------- |
| 01.                  | Bülent Esel        | 22  | 108      | 0,2       |
| 02.                  | Yılmaz Dinçer      | 20  | 71       | 0,28      |
| 03.                  | Dragoljup Siyatski | 19  | 95       | 0,2       |
| 04.                  | Beytullah Baliç    | 18  | 60       | 0,3       |
| 05.                  | Cenap Genç         | 17  | 68       | 0,25      |
| 06.                  | Hikmet Orhunbilge  | 16  | 93       | 0,17      |
| 07.                  | Erkan Velioğlu     | 14  | 158      | 0,09      |
| 08.                  | Muhterem Ar        | 13  | 129      | 0,1       |
| 09.                  | Cengiz Kocatoros   | 12  | 54       | 0,22      |
| 09.                  | Melih Garipler     | 12  | 175      | 0,07      |
| 10.                  | Arif Gümüşçeviren  | 10  | 44       | 0,23      |
| 10.                  | Yavuz Kirmanoğlu   | 10  | 82       | 0,12      |
| 10.                  | Vinko Zadel        | 10  | 105      | 0,1       |
| Stand: 12. März 2016 |                    |     |          |           |

## Ehemalige bekannte Spieler
| - Sait Altınordu 1 - Muhterem Ar - Behçet Arkun - Beytullah Baliç - Muzaffer Çetin - Nehir Çetintaş - Yılmaz Dinçer - İsmail Dinler - Ercan Ertemçöz - Bülent Esel - Melih Garipler | - Cenap Genç - Yiğit Gökoğlan - Arif Gümüşçeviren - Koray Kaçınoğlu - Sait Karafırtınalar - Mert Kaytankaş - Yavuz Kirmanoğlu - Cengiz Kocatoros - Hikmet Orhunbilge - İsmet Orhunbilge | - Sedat Oygüç - Dragoljup Siyatski - Tınaz Tırpan - Erkan Velioğlu - Serkan Yalçın - Vinko Zadel - Bahri Altıntabak - Todor Miklos - Çağlar Söyüncü 2 - Cengiz Ünder |

## Ehemalige Trainer (Auswahl)
- Eşfak Aykaç
- Zafer Bilgetay
- Bülent Esel
- Behiç Funda
- Şükrü Gülesin
- Muharrem Gürbüz
- Ümit Kayıhan
- Ergun Kantarcı (Januar 2004 – Mai 2004)
- Rıza Tuyuran (August 2004 – Januar 2005)

## Ehemalige Präsidenten (Auswahl)
- Mehmet Nazif Çağatay